# Christoph Semler
Christoph Semler (* 2. Oktober 1669 in Halle (Saale); † 8. März 1740 daselbst) war ein Theologe, Astronom und Pädagoge, der die erste deutsche Realschule gründete.

## Leben
Christoph Semler studierte von 1688 bis 1697 in Leipzig, Jena und Halle. Seine Lehrer waren in Leipzig Johann Benedict Carpzov, Gottlob Friedrich Seligmann, Valentin Alberti, Jakob Thomasius, in Jena vor allem Erhard Weigel und in Halle u. a. Johann Franz Buddeus und Christian Thomasius. Bis zu dessen Tod 1699 stand er im engen Kontakt mit Johann Christian Olearius. Um 1700 war er Prediger an der Moritzkirche und wurde 1708 Oberdiakon an der St.-Ulrich-Kirche in Halle. Er stiftete das Almosenamt und die Witwenkasse der halleschen Prediger. Er war Aufseher der Schulen in Halle. In seinem Werk „Nützliche Vorschläge von Auffrichtung einer Mathematischen Handwercks-Schule bey der Stadt Halle…“ (1705) entwickelte er den Plan einer Schule, die sich zwar zunächst an die Kinder des Handwerkerstandes richtete, in welcher aber bereits Ansätze eines Allgemeinbildungsverständnisses angelegt waren.
Im Jahre 1708 wurde diese Schule im Privathaus Semlers als Mathematische und Mechanische Realschule eröffnet. Die 1710 wieder eingegangene Anstalt versuchte Semler nochmals 1738 als Mathematische, mechanische und ökonomische Realschule zu beleben. Mit seinem Tod 1740 erlosch auch diese, aber das Ideal einer Realschule war durch ihn geschaffen und wirkte in seinen Zeitgenossen wie beispielsweise Johann Julius Hecker fort. 1731 wurde Semler als auswärtiges Mitglied in die Preußische Akademie der Wissenschaften aufgenommen.
1701 heiratete er Dorothea Küchmeister, mit der er 22 Kinder hatte.
Semler fertigte zu Unterrichtszwecken Modelle an, von denen noch einige in der Franckeschen Stiftung erhalten sind. Weniger Erfolg hatte er mit seinem 30-jährigen Bemühen, ein Perpetuum mobile zu bauen.

Von Semlers Arbeiten in der Astronomie ist sein 1731 in Halle erschienener Sternatlas Coelum Stellatum bekannt, in dem die Sterne und Sternbilder erstmals auf schwarzem Grund abgebildet werden.
Das hohe Preisgeld für die Lösung des Längenproblems, das das Britische Parlament 1714 ausgelobt hatte, veranlasste auch Semler einen Vorschlag an das Board of Longitude zu richten. Seine Methode sollte die magnetische Inklination, Koppelung und genaue Uhren kombinieren. Der zu dieser Zeit in Halle lebende Geograph Christoph Eberhard sollte Semlers Vorschlag in London vorstellen, jedoch verriet er ihm vorsichtshalber nicht alle Einzelheiten. Eberhard unterbreitete die Methode 1717 in Amsterdam Zar Peter dem Großen und 1718 in London dem Board. Isaac Newton gab keine Stellungnahme ab, und so trat der Board nicht zur Diskussion zusammen. Ein Mitglied, William Whiston, wandte sich an Eberhard mit dem Vorschlag, ihm das Verfahren offenzulegen, da er als Engländer eher Erfolg haben könnte. Nach einer Erprobung auf See wollte er im Erfolgsfall die Belohnung mit ihm teilen. Whiston testete sie auf einer Seereise, jedoch ohne Erfolg. Ob sie danach dem Board noch einmal unterbreitet wurde, ist nicht bekannt.

## Werke
- Christoph Semler: Meditatio philosophica de primo juris naturae principio scilicet amore Felicitatis suae ordinato … Praeside Johanne Francisco Buddeo. Hallae Magdeburgicae, Henckelius 1697, Magisterarbeit, Halle, 1697. (Digitalisat)
- Christoph Semler: Nützliche Vorschläge von Auffrichtung einer Mathematischen Handwerks-Schule bey der Stadt Halle, in welcher allen denenjenigen Knaben welche Handwerker lernen sollen ein Jahr vorher, ehe sie auf's Handwerck kommen aus der Mathematik und aus den mechanischen Künsten alle Arten derer Materialien … gezeiget werden …. Halle 1705. (Digitalisat)
- M. Christoph Semlers Ober-Diaconi bey St. Ulrich in Halle Antiquitäten Der Heiligen Schrifft, Oder Biblische Fragen, Von dem Paradise, Archa Noä, Stiffts-Hütten, Tempel, Hohen-Priester, Licht und Recht, Opfern, Banne, Festen, Synagogen, Götzen, Gewicht, Müntzen, Maassen Frey-Städten, Begräbnissen derer Jüden, und dergleichen Welche Der Jugend zum Unterricht, Und Denen Gelehrten zur repetition Aus Denen besten und bewährtesten Autoribus zusammen getragen. Halle im Magdeburg. 1715. (Digitalisat)
- Christoph Semler: Der Tempel Salomonis, Nach allen seinen Vorhöfen, Mauren, Thoren, Hallen, heiligen Gefäßen, … nebst beygefügten Kupferstücken …. Waysenhaus, Halle 1718. (Digitalisat)
- Christoph Semler: Palästina, oder das gelobte Land und dessen berühmte Städt, Bilder, Wüsten, Meere …: in einem eigentlichen Modell fürgestellet. Waisenhaus, Halle 1722. (Digitalisat)
- M. Christophoro Semlero, Hallensi, Diacono Ulriciano: Supremo Magnae Britanniae Senatu Illustrissimo Parlamento Consecrata Humillimeque Submissa Methodus Inveniendae Longitudinis Maritimae Per Acus Verticales Magneticas, Evidentissimis Superstructa Experimentis Terra Marique Factis. Orphanotropheum, Halae Magdeburgicae (Halle Saale) 1723, 8°. [2] Bl., 90 pp. mit Frontispiz (Stadtansicht Halle, Kupferst.).

## Anmerkung
Selbst in vielen Katalogen staatlicher Bibliotheken weltweit werden oftmals die Publikationen von Christoph Semler mit denen seines Sohnes Christian Gottlieb Semler (26. November 1715–1782) verwechselt, wohl auf Grund der gleichen Initialen.